# Mistrzostwa Czterech Narodów w Łyżwiarstwie Figurowym 2014
Mistrzostwa Czterech Narodów w Łyżwiarstwie Figurowym 2014 – zawody łyżwiarstwa figurowego dla reprezentantów państw Grupy Wyszehradzkiej (Czechy, Polska, Słowacja, Węgry). Zawody rozgrywano od 20 do 22 grudnia 2013 roku w Bratysławie.
Kolejność miejsc zajmowanych przez reprezentantów danego kraju w każdej z konkurencji determinowała wyniki końcowe ich mistrzostw krajowych (2014) w kategorii seniorów.
Wśród solistów triumfował Czech Tomáš Verner, zaś wśród solistek jego rodaczka Eliška Březinová. W konkurencji par sportowych zwyciężyli jedyni reprezentanci, Polacy Magdalena Klatka i Radosław Chruściński. W konkurencji par tanecznych zwyciężyli reprezentanci Słowacji Federica Testa i Lukáš Csölley.
Były to pierwsze mistrzostwa rozgrywane wspólnie z Węgrami, przez co turniej zmienił nazwę na Mistrzostwa Czterech Narodów w Łyżwiarstwie Figurowym.

## Wyniki

### Soliści
| Poz. | Zawodnik         | Nota łączna | SP    | SP | FS     | FS |
| ---- | ---------------- | ----------- | ----- | -- | ------ | -- |
| 1    | Tomáš Verner     | 237,40      | 85,22 | 1  | 152,18 | 1  |
| 2    | Michal Březina   | 209,40      | 72,81 | 2  | 136,59 | 2  |
| 3    | Maciej Cieplucha | 204,05      | 67,47 | 3  | 136,58 | 3  |
| 4    | Petr Coufal      | 191,13      | 60,87 | 4  | 130,26 | 4  |
| 5    | Pavel Kaška      | 169,22      | 55,91 | 5  | 113,31 | 5  |
| 6    | Krzysztof Gała   | 154,88      | 52,22 | 6  | 102,66 | 6  |
| 7    | Tomáš Kupka      | 149,00      | 50,75 | 7  | 98,25  | 7  |
| 8    | Marco Klepoch    | 136,82      | 45,96 | 11 | 90,86  | 8  |
| 9    | Márton Markó     | 136,65      | 49,01 | 9  | 87,64  | 9  |
| 10   | Kristóf Forgó    | 133,54      | 50,52 | 8  | 83,02  | 12 |
| 11   | Marco Zakouril   | 132,04      | 46,18 | 10 | 85,86  | 10 |
| 12   | Kamil Dymowski   | 122,68      | 45,57 | 12 | 77,11  | 13 |
| 13   | Michael Neuman   | 120,16      | 44,42 | 13 | 75,74  | 14 |
| 14   | Wiktor Witkowski | 118,53      | 34,07 | 16 | 84,46  | 11 |
| 15   | Jiří Bělohradský | 115,79      | 40,74 | 15 | 75,05  | 15 |
| 16   | Martin Krhovjak  | 113,29      | 41,16 | 14 | 72,13  | 16 |

### Solistki
| Poz. | Zawodniczka           | Nota łączna | SP    | SP | FS    | FS |
| ---- | --------------------- | ----------- | ----- | -- | ----- | -- |
| 1    | Eliška Březinová      | 145,24      | 48,38 | 2  | 96,86 | 1  |
| 2    | Jelizawieta Ukołowa   | 142,92      | 51,45 | 1  | 91,47 | 2  |
| 3    | Agata Kryger          | 131,91      | 43,28 | 8  | 88,63 | 3  |
| 4    | Laura Raszyková       | 131,07      | 44,11 | 5  | 86,96 | 4  |
| 5    | Jana Coufalová        | 123,50      | 41,86 | 10 | 81,64 | 5  |
| 6    | Klára Světlíková      | 121,18      | 41,60 | 11 | 79,58 | 6  |
| 7    | Bronislava Dobiášová  | 120,27      | 42,36 | 9  | 77,91 | 7  |
| 8    | Monika Simančíková    | 118,74      | 48,07 | 3  | 70,67 | 11 |
| 9    | Alexandra Kamieniecki | 116,14      | 44,91 | 4  | 71,23 | 10 |
| 10   | Alexandra Kunová      | 115,83      | 43,37 | 7  | 72,46 | 8  |
| 11   | Nicole Rajičová       | 115,58      | 43,41 | 6  | 72,17 | 9  |
| 12   | Dominika Murcková     | 107,04      | 36,40 | 12 | 70,64 | 12 |
| 13   | Marcelina Lech        | 99,65       | 34,62 | 14 | 65,03 | 13 |
| 14   | Miroslava Hrinaková   | 97,33       | 35,18 | 13 | 62,15 | 15 |
| 15   | Bernadett Szakács     | 95,86       | 32,16 | 16 | 63,70 | 14 |
| 16   | Ada Wawrzyk           | 93,79       | 32,63 | 15 | 61,16 | 16 |
| 17   | Coco Kaminski         | 89,98       | 30,84 | 17 | 59,14 | 18 |
| 18   | Anna Siedlecka        | 87,43       | 35,30 | 22 | 60,67 | 17 |
| 19   | Agnieszka Rejment     | 85,19       | 27,26 | 21 | 57,93 | 20 |
| 20   | Elżbieta Gabryszak    | 84,08       | 27,48 | 20 | 56,60 | 21 |
| 21   | Eszter Szombathelyi   | 83,89       | 28,27 | 19 | 55,62 | 22 |
| 22   | Aleksandra Kosowska   | 83,80       | 25,11 | 24 | 58,69 | 19 |
| 23   | Anastasija Wasiljewa  | 77,54       | 28,36 | 18 | 49,18 | 24 |
| 24   | Walerija Bakunowa     | 77,13       | 25,46 | 23 | 51,67 | 23 |
| 25   | Anna Nawrot           | 69,60       | 23,82 | 25 | 45,78 | 25 |

### Pary sportowe
| Poz. | Zawodnicy                               | Nota łączna | SP    | SP | FS    | FS |
| ---- | --------------------------------------- | ----------- | ----- | -- | ----- | -- |
| 1    | Magdalena Klatka / Radosław Chruściński | 123,01      | 42,54 | 1  | 80,47 | 1  |

### Pary taneczne
| Poz. | Zawodnicy                        | Nota łączna | SD | SD    | FD | FD    |
| ---- | -------------------------------- | ----------- | -- | ----- | -- | ----- |
| 1    | Federica Testa / Lukáš Csölley   | 140,84      | 1  | 56,54 | 1  | 84,30 |
| 2    | Dóra Turóczi / Balázs Major      | 122,72      | 2  | 48,36 | 3  | 74,36 |
| 3    | Justyna Plutowska / Peter Gerber | 122,20      | 4  | 46,92 | 2  | 75,28 |
| 4    | Lucie Myslivečková / Neil Brown  | 118,40      | 3  | 46,97 | 4  | 71,43 |

## Medaliści mistrzostw krajowych
| Państwo  | Konkurencja   | Złoto                                   | Srebro                | Brąz                |
| -------- | ------------- | --------------------------------------- | --------------------- | ------------------- |
| Czechy   | Soliści       | Tomáš Verner                            | Michal Březina        | Petr Coufal         |
| Czechy   | Solistki      | Eliška Březinová                        | Jelizawieta Ukołowa   | Jana Coufalová      |
| Czechy   | Pary sportowe | DNS                                     | DNS                   | DNS                 |
| Czechy   | Pary taneczne | Lucie Myslivečková / Neil Brown         | DNS                   | DNS                 |
| Polska   | Soliści       | Maciej Cieplucha                        | Krzysztof Gała        | Kamil Dymowski      |
| Polska   | Solistki      | Agata Kryger                            | Alexandra Kamieniecki | Marcelina Lech      |
| Polska   | Pary sportowe | Magdalena Klatka / Radosław Chruściński | DNS                   | DNS                 |
| Polska   | Pary taneczne | Justyna Plutowska / Peter Gerber        | DNS                   | DNS                 |
| Słowacja | Soliści       | Marco Klepoch                           | DNS                   | DNS                 |
| Słowacja | Solistki      | Bronislava Dobiášová                    | Monika Simančíková    | Alexandra Kunová    |
| Słowacja | Pary sportowe | DNS                                     | DNS                   | DNS                 |
| Słowacja | Pary taneczne | Federica Testa / Lukáš Csölley          | DNS                   | DNS                 |
| Węgry    | Soliści       | Márton Markó                            | Kristóf Forgó         | DNS                 |
| Węgry    | Solistki      | Ivett Tóth                              | Bernadett Szakacs     | Eszter Szombathelyi |
| Węgry    | Pary sportowe | DNS                                     | DNS                   | DNS                 |
| Węgry    | Pary taneczne | Dóra Turóczi / Balázs Major             | DNS                   | DNS                 |